# Shepard Fairey

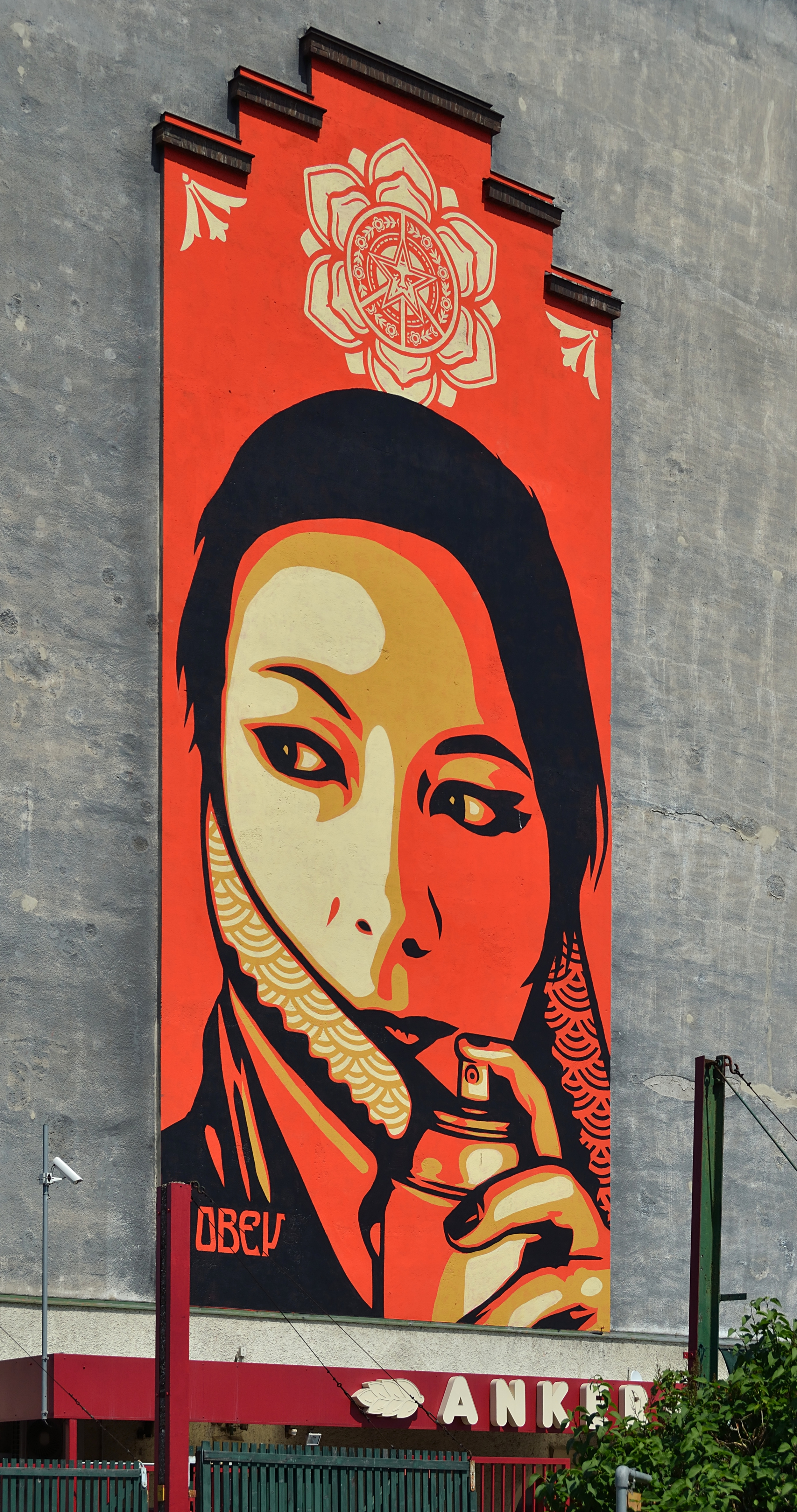
Un'opera di Frank Shepard a Vienna

Frank Shepard Fairey, noto anche con lo pseudonimo di OBEY (Charleston, 15 febbraio 1970), è un artista e illustratore statunitense.

## Biografia
Figlio di un medico e di una agente immobiliare, Fairey cresce nella Carolina del Sud, compie studi artistici e nel 1988 si diploma presso l'Accademia d'arte. Nel 1989 idea e realizza l'iniziativa Andre the Giant Has a Posse; dissemina i muri della città con degli adesivi (stickers) che riproducono il volto del lottatore di lotta libera André the Giant; gli stessi sono stati poi replicati da altri artisti in altre città. Lo stesso Fairey ha poi spiegato che non vi era nessun significato particolare nella scelta del soggetto, il senso della campagna era quello di produrre un fenomeno mediatico e di far riflettere i cittadini sul proprio rapporto con l'ambiente urbano.
Ma l'iniziativa che ha dato visibilità internazionale a Fairey è stato il manifesto Hope che riproduce il volto stilizzato di Barack Obama in quadricromia, diventato l'icona della campagna elettorale che ha poi portato il rappresentante democratico alla Casa Bianca. Il critico d'arte Peter Schjeldahl ha definito il poster "la più efficace illustrazione politica americana dai tempi dello Zio Sam". Il manifesto apparve, sempre durante la campagna elettorale del 2008, con altre due scritte: "Change" e "Vote". Il comitato elettorale di Obama non ufficializzò mai la collaborazione con Fairey, probabilmente perché i manifesti venivano affissi illegalmente, come nella tradizione della street-art, ma il presidente, una volta eletto, inviò una lettera all'artista, resa poi pubblica, in cui ringraziava Fairey per l'apporto creativo alla sua campagna. La lettera si chiude con queste parole: "Ho il privilegio di essere parte della tua opera d'arte e sono orgoglioso di avere il tuo sostegno".
Autore anche della riprogettazione della mascotte Mozilla dell'omonimo navigatore web (Mozilla Application Suite) e della Mozilla Foundation), Fairey appare inoltre nel documentario di Banksy sull'arte urbana Exit Through the Gift Shop.
È uno dei più noti esponenti dell'arte di strada.

## Il Caso "Hope"
Nel gennaio del 2008, Shepard Fairey iniziò a lavorare al progetto di un poster che sarebbe diventato l’immagine non ufficiale della campagna politica di Barack Obama durante le elezioni presidenziali dello stesso anno e, successivamente, grazie alla massificata diffusione, un prodotto di arte grafica globalmente riconosciuto. Nonostante tale artefatto grafico non fosse ufficialmente legato alla campagna del futuro presidente, il 22 febbraio dello stesso anno l’artista ricevette da Obama una lettera nella quale egli si dichiarava “privilegiato di essere parte del suo lavoro artistico e fiero di avere il suo supporto”.

### Analisi grafica dell'artefatto
Per comprendere come questo poster abbia avuto tanto successo in così poco tempo è necessario analizzare dal punto di vista grafico l’importanza che assumono i singoli elementi che lo compongono, ossia: colori, immagine e carattere tipografico utilizzato. Dal punto di vista del colore Fairey, ispirandosi anche alle opere grafiche di Andy Warhol, scelse di rendere i volumi dell’immagine attraverso una quadricromia che mostrasse le ombre e le luci. I colori proposti (rosso, beige e blu in due tonalità differenti) sono un chiaro richiamo alla bandiera statunitense e una semplice ma efficace tecnica per caricare l’opera di una grande forza patriottica. Le diverse sfumature di blu aiutano a definire le forme del personaggio rappresentato e conferiscono al poster profondità. Il colore beige sul volto del futuro presidente è stata considerata una mossa strategica per indicare che il colore della pelle è un fattore ininfluente. Anche l’immagine utilizzata dall'artista per questo manifesto non è stata frutto di una scelta casuale, bensì di una ben precisa e ponderata. Il ritratto di Obama, mostra il presidente con lo sguardo che sembra volgere al futuro e con un’espressione seria ma che trasmette concentrazione, sicurezza e autorità, impattando positivamente chi guarda questo artefatto grafico. Un altro elemento che conferisce una certa aura di iconicità a “Hope” è la somiglianza tra il ritratto di Obama proposto da Fairey nella sua opera e quello più famoso del 35º Presidente degli Stati Uniti, John Fitzgerald Kennedy, considerato uno dei più celebri di sempre, anch'esso raffigurato guardando in alto verso sinistra, nella stessa direzione di Obama, coincidenza che rende l’opera capace di veicolare una forte fiducia e speranza negli elettori. Sotto l’immagine e a essa strettamente collegata, spicca la scritta “Hope” e la parola occupa la parte sottostante del manifesto e il carattere scelto, lineare e senza grazie, combinato con l’uso esclusivo delle maiuscole, oltre a conferire un senso di solidità, non lascia spazio a incertezze e permette soprattutto leggibilità anche da grandi distanze.

### La causa legale
La vicenda legale connessa all'opera di Fairey, denominata “Caso Hope”, ha riscosso scalpore all'interno del mondo della comunicazione. Fairey ha da sempre definito il suo stile come “audace stile iconico che si basa sulla stilizzazione e idealizzazione delle immagini” e proprio da questo si viene a creare la discordanza, ormai decennale, tra il suo modo di pensare e il comportamento avuto di fronte alla scena mondiale. L’artista mostrò un rilevante interesse nei confronti di Obama già a partire dal 2004, arrivando addirittura a donare soldi e creare immagini che potessero, nel 2008, contribuire alla buona riuscita della sua campagna elettorale. Dopo aver ottenuto l’approvazione del manager di Barack Obama, Shepard Fairey iniziò a lavorare al suo progetto per la campagna pubblicitaria e, notando che gli exit poll mostravano il repubblicano McCain in vantaggio, il 22 gennaio cominciò e concluse in 2 giorni uno dei più grandi progetti di comunicazione in ambito politico degli ultimi tempi.
Il progetto però incorse nell'appropriazione indebita di fonti, infatti l'artista dichiarò in una sua intervista che, tramite una ricerca su Google Immagini, si era imbattuto in una foto di Mannie Garcia, fotografo facente parte della National Press Photographers Association, associazione il cui codice etico vieta che le foto abbiano coinvolgimenti politici. Mannie Garcia aveva scattato la foto durante una conferenza in cui erano presenti George Clooney, di ritorno da un viaggio nel Darfur, e due senatori, tra cui Obama. Verso la fine del 2008 si cominciò a dibattere sull'effettiva origine della foto e, a gennaio del 2009, un blogger di nome Tom Gralish riconobbe l’effettiva provenienza di essa, scaturendo la conseguente reazione della Photographers Association, la quale cominciò le negoziazioni per avere un rimborso. Nell'ottobre del 2009 Shepard Fairey fu costretto a rivelare quanto accaduto dopo che furono ritrovate negli hard disk del suo ufficio prove che dimostravano l’appropriazione indebita del materiale. Fairey, tuttavia, ribatté affermando che il suo fu un utilizzo non autorizzato, ma che rimase circoscritto al fair use, ovvero l’appropriazione di un elemento/oggetto, materiale o digitale che sia, ma non della sua essenza, il messaggio all'interno dell’opera, dell’artefatto. Shepard dichiarò di aver donato un significato profondo e personale allo scatto di Garcia cambiando la foto alla radice. Modificò la fisionomia del viso abbassando leggermente l’orecchio destro dell’ex presidente Obama per conferire maggiore simmetria all'opera; alterò tratti cromatici asserendo connotati fumettistici. Lo scatto, quindi, come sinonimo di realismo, mentre il poster come sinonimo di idealismo.

## TV, radio e film
- Il 20 gennaio 2009, Fairey ha fatto un'apparizione radiofonica al programma Fresh Air di WHYY, un affiliato della NPR, discutendo il suo poster Hope, il poster ufficiale dell'inaugurazione di Obama.[8] Il 26 febbraio 2009, è stato nuovamente ospite di Fresh Air per discutere della causa legale dell'Associated Press sul poster di Obama Hope.[9]
- Nel film Iron Man 2, il protagonista Tony Stark appende un poster che si ispira[10] ad Hope ma con il volto di Iron Man, al posto di un quadro di Barnett Newman.